# Ágoston
Az Ágoston latin eredetű férfinév. A latin Augustus név kicsinyítőképzős származékának, az Augustinus névnek a megmagyarosodott alakja, jelentése: magasztos, fenséges, fennkölt. Női párja: Auguszta, Augusztina, Ágosta. Az Ágoston különféle változatai családnévként is ismertek (pl. Agócs).

## Rokon nevek
Az Ágoston anyakönyvezhető rokon neven:
- Ágost

## Gyakorisága
Az 1990-es években igen ritkán fordult elő. A 2000-es években a 89-95. leggyakrabban adott férfinév, kivéve 2005-öt és 2009-et, amikor nem szerepelt az első 100-ban. A 2010-es évek elején sem volt a legnépszerűbb 100 név között.
A teljes népességre vonatkozóan a 2000-es és a 2010-es években az Ágoston nem szerepelt a 100 leggyakrabban viselt férfinév között.

## Névnapok
- május 27.[2]
- május 28.[2]
- augusztus 28.[2]

## Idegen nyelvű változatai
| - albánul: Augustini - angolul: Augustine - baszkul: Augustin - bolgárul: Августин - csehül: Augustinus - dánul: Augustin - eszperantóul: Aŭgusteno - észtül: Augustinus - finnül: Augustinus - franciául: Augustin - görögül: Αὐγουστῖνος - hollandul: Augustinus, Augustijn - horvátul: - írül: Agaistín - izlandiul: Ágústínus - katalánul: Agustí - latinul: Augustinus | - lengyelül: Augustyn - lettül: Augustīns - litvánul: Augustinas - németül: Augustin, August - olaszul: Agostino - oroszul: Августин - portugálul: Agostinho - románul: Augustin - spanyolul: Agustín - svédül: Augustinus - szárdul: Agustínu - szerbül: Августин - szlovákul: Augustín - szlovénül: Avguštin - ukránul: Авґустин |

## Híres Ágostonok
- Ács Ágoston festő- és ötvösművész
- Balás Ágoston Ferences rendi szerzetes
- Bárány Ágoston ügyvéd, levéltáros, az MTA levelező tagja
- Bednár Ágoston Kalocsa főegyházmegyei áldozópap
- Benárd Ágost orvos, politikus
- Budó Ágoston fizikus, egyetemi tanár, az MTA tagja
- Classens Ágoston piarista rendi tanár
- Czehe Ágoston erdőmester
- Dobay Ágoston honvédtiszt
- Dudics János Ágoston megyés püspök
- Endrődy Ágoston honvédtiszt, lovaglótanár
- Fáy Ágoston főispán
- Fischer Ágoston katolikus pap
- Fischer-Colbrie Ágoston római katolikus püspök
- Forgách Ágoston címzetes püspök, nagyprépost, főispán
- Hadik Ágoston honvédtiszt
- Haraszthy Ágoston földbirtokos, katonatiszt, borász
- Kanitz Ágoston botanikus, az MTA tagja
- Klobusiczky Ágoston politikus, nagybirtokos
- Körmendy Ágoston gépészmérnök, matematikus
- Kubinyi Ágoston művelődésszervező, a Magyar Nemzeti Múzeum igazgatója, az MTA tagja
- Olmützi Ágoston alkancellár, humanista
- Pacha Ágoston római katolikus püspök
- Pável Ágoston nyelvész, néprajzkutató, költő
- Roskoványi Ágoston püspök
- Sőtér Ágoston ügyvéd, birtokos, régész
- Teres Ágoston római katolikus pap, csillagász
- Thoma Mihály Ágoston a magyarországi szabadkőművesség 1848-as újjászervezője
- Tóth Ágoston Rafael honvéd ezredes, a modern magyar katonai térképészet úttörője
- Trefort Ágoston művelődéspolitikus
- Valentiny Ágoston politikus, miniszter
- Vécsey Ágoston császári és királyi lovassági tábornok
- Vidovics Ágoston író, nyelvész, lelkész

### Szentek
- Hippói Szent Ágoston
- Canterburyi Szent Ágoston
- Gazotti Szent Ágoston zágrábi püspök (XIII. század)